# Lasippa viraja
Lasippa viraja är en fjärilsart som beskrevs av Moore 1872. Lasippa viraja ingår i släktet Lasippa och familjen praktfjärilar. Inga underarter finns listade i Catalogue of Life.